# キネッタ・カメラ
キネッタ Kinetta は、可変フレーム式でアップグレードできる撮像素子を備えたデジタルシネマカメラ。競合はレッド・デジタル・シネマカメラ・カンパニーのレッドワンである。